# Марктредвиц
Марктредвиц (њем. Marktredwitz) општина је у њемачкој савезној држави Баварска. Једно је од 17 општинских средишта округа Вунзидел (Фихтел). Према процјени из 2010. у општини је живјело 17.505 становника. Посједује регионалну шифру (AGS) 9479136.

## Географски и демографски подаци
Марктредвиц се налази у савезној држави Баварска у округу Вунзидел (Фихтел). Општина се налази на надморској висини од 482–660 метара. Површина општине износи 49,5 km². У самом мјесту је, према процјени из 2010. године, живјело 17.505 становника. Просјечна густина становништва износи 353 становника/km².

## Међународна сарадња
| Мјесто           | Држава               | Врста сарадње | Од    |
| ---------------- | -------------------- | ------------- | ----- |
| Филс             | Аустрија             | партнерство   | 1992. |
| Кастелфранко     | Италија              | партнерство   | 1997. |
| Свалмен/Рермонд  | Холандија            | партнерство   | 2005. |
| Басано дел Грапа | Италија              | пријатељство  | 2000. |
| Чичестер         | Уједињено Краљевство | пријатељство  | 2000. |
|                  | Француска            | партнерство   | 1983. |
| Хеб              | Чешка                | контакт       | 2000. |
| Извор            |                      |               |       |